# Jim McManus
Jim McManus, född 19 maj 1940 i Bristol, död 11 april 2023, var en brittisk skådespelare som medverkade i ett flertal tv-, teater- och filmproduktioner som till exempel Tipping the Velvet och Lawless Heart. Han spelade också i den brittiska tv-serien Tillbaka till Aidensfield.
McManus spelade Aberforth Dumbledore i den femte filmen om Harry Potter, Harry Potter och Fenixorden.